# Çiçek Pasajı

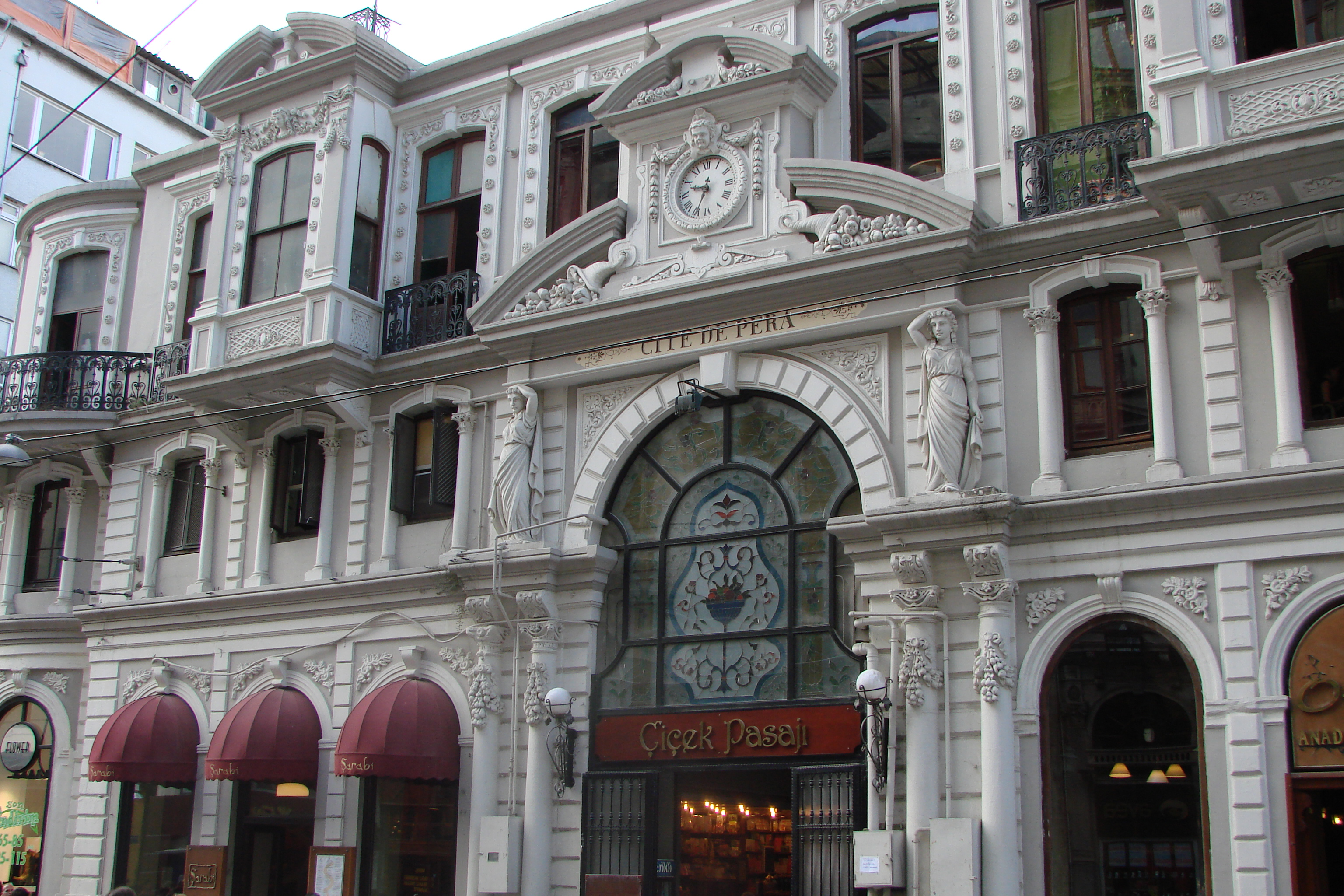
Fachada da Çiçek Pasajı.

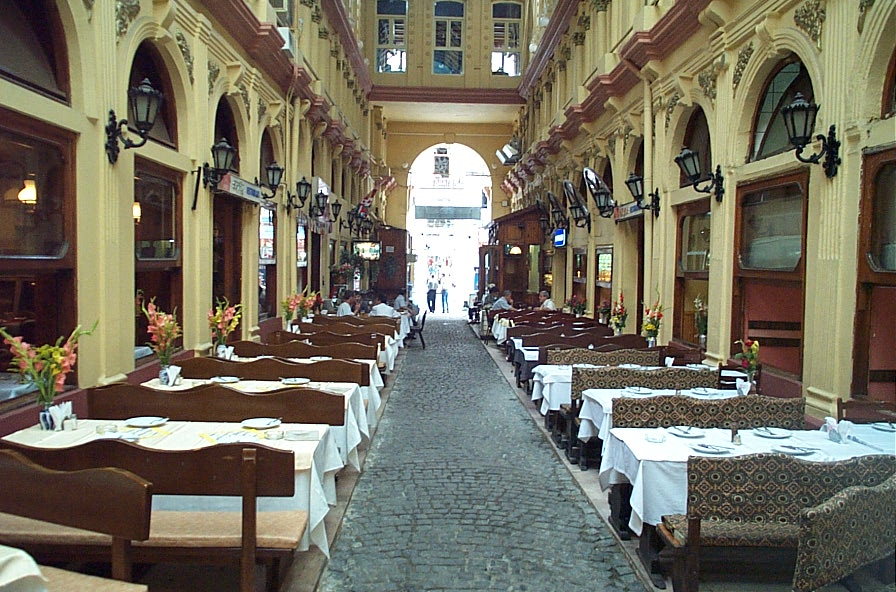
Interior da galeria.

A Çiçek Pasajı (Passagem das Flores em turco), também chamada Cité de Péra[a], é uma famosa galeria comercial (centro comercial do século XIX) localizado na Avenida de Istiklal, no distrito de Beyoğlu, em Istambul, Turquia. A galeria liga a Avenida Istiklal com a Avenida Sahne.
Aberto em 1876, a Çiçek Pasajı pode ser descrita como uma versão em miniatura da ainda mais famosa Galleria Vittorio Emanuele II, em Milão. É um edifício de três andares, com uma fachada em pedra, considerada uma das mais ornamentadas de Beyoğlu, uma área famosa pela sua arquitetura.
Atualmente tem principalmente cafés, restaurantes e bares históricos.

## História
No local onde se encontra a galeria esteve em tempos o Teatro Naum, o qual foi severamente danificado durante o que ficou conhecido como o "incêndio de Pera" de 1870. O teatro era visitado frequentemente pelos sultões Abdulazize e Abdulamide II e nele foi apresentada a ópera de Verdi, Il trovatore, antes de o ser em Paris.
Depois de 1870, o teatro foi comprado por um banqueiro local grego Hristaki Zoğrafos.O projeto do edifício atual foi da autoria de um arquiteto europeu (italiano segundo uns, francês segundo outros), que recebeu o nomes de Cité de Péra e Hristaki Pasajı nos seus primeiros anos. A galeria tinha então 24 lojas e o resto do edifício tinha 18 apartamentos de luxo. Entre as lojas, havia a loja japonesa Nakumara'nın, a Dulas'ın de flores, uma pastelaria francesa, o alfaiate Keserciyan'ın, a tabacaria Acemyan'ın, o café Hristo, etc. O primeiro bar a abrir na galeria foi o Yorgo'nun Meyhanesi (bar ou salão do Yorgo). Em 1908, o grão-vizir otomano Sait Paşa comprou o edifício, que passou a ser conhecido como "Passagem Sait Paşa".
A seguir à Revolução Russa de 1917, muitas senhoras da aristocracia russa no exílio, incluindo uma baronesa, encontraram um meio de subsistência vendendo flores na galeria. A popularidade foi tal que o local passou a ser conhecido como "Passagem das Flores" (em turco:  Çiçek Pasajı) e quase todas as lojas passaram a ser de flores. A partir dos anos 1940 os bares começaram a substituir as lojas de flores. O mais famoso de então era a Nektar Birahanesi (Cervejaria Néctar). No final da década de 1950 as flores pouco mais eram que uma recordação.

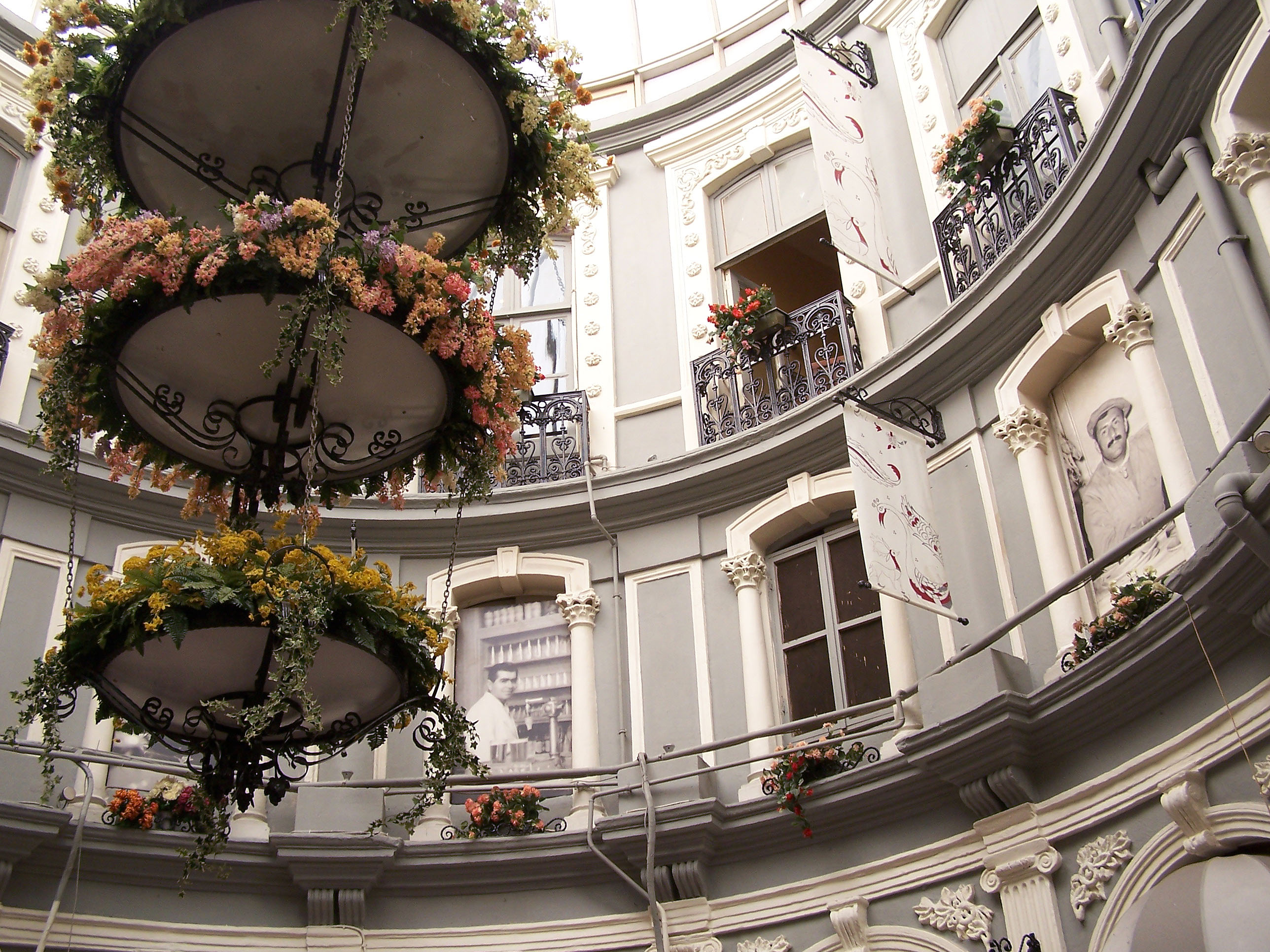

Em 1973 e na noite de 10 de Maio de 1978 partes do edifício ruiram, tendo-se depois formado uma associação para a sua recuperação, a "Çiçek Pasajını Yaşatma ve Güzelleştirme Derneği". O edifício foi restaurado em 1988 e reabriu como galeria de bares e restaurantes. Em dezembro de 2005 foi novamente restaurado, após um acordo entre a "Çiçek Pasajını Yaşatma ve Güzelleştirme Derneği", o município de Beyoğlu e o consórcio de bebidas Mey İçki.